# 周緣德
周緣德（英語：Oliver Gerbig，1998年12月12日—），生於香港跑馬地，德中混血兒，香港足球運動員，司職中堅，現時效力河南酒祖杜康。

## 球員生涯
周緣德生於香港跑馬地，幼時就讀愉景灣國際學校，這裏亦是周緣德足球路的起步點，到5歲他與家人一同移居台灣。
移居台灣後，周緣德在台北歐洲學校上學，兩年後轉校至台北美國學校，直至2018年畢業。在台灣定居期間，年少的周緣德自2008年起在台灣其中一間最好的足球學院國際FC練習足球，直至2015年加入台灣半職業足球隊。
2015年4月，他在台甲球會皇家蔚藍展開球員生涯。加盟後，周緣德以16歲之齡迎來球員生涯的處子戰，在11月1日對臺中市的聯賽時，在41分鐘後備入替，並在4分鐘後憑一球遠射取得加盟後的首個入球，結果協助蔚藍以3–1勝出。
2017年6月，周緣德離開皇家蔚藍。同年9月，懂德語的周緣德轉戰德國賽場，先是效力一支德國第6級聯賽球隊，翌年一月轉會至一支德國第4級聯賽球隊，期間為德國的球隊上陣過多場友誼賽，但因隊中有兩名具經驗的中堅所以在聯賽沒有上陣機會，2018年3月離隊後回流台灣。
2018年4月，周緣德回流台灣加盟台甲球會台程獅，惜效力期間膝部受傷，不但令他僅效力台程獅三個月便離隊，更令他錯過暑假舉行的2018年亞洲運動會。
2018年7月，周緣德赴美就讀卡羅萊納海岸大學並代表卡羅萊納海岸足球隊征戰NCAA D1，兩年間以主力中堅身份為球隊出場42次，第二年更助球隊奪得2019陽光地帶區男子足球錦標賽冠軍，取得全國大學足球錦標賽入場券。
2020年2月29日，周緣德於社交網站宣佈轉校至維珍尼亞大學，代表維珍尼亞騎士競逐NCAA。維珍尼亞大學是美國NCAA足球項目傳統勁旅，曾40次打入全國大學足球錦標賽，並贏得7次冠軍，2019年度亦取得亞軍。
2022年7月，周緣德回港加盟香港超級聯賽球會傑志。2022年8月19日，傑志於亞冠16強以0-4不敵泰國的BG巴吞聯，這是周緣德加盟後首次於正式比賽上陣。
2024年2月，周緣德轉投中超球會河南酒祖杜康。

## 香港隊
周緣德在2017年曾代表香港20歲以下足球代表隊出賽中華人民共和國第十三屆運動會。而隔年的2018年亚洲运动会，周緣德雖然一度入選了香港23歲以下足球代表隊40人名單，但因傷退隊而無緣亞運。
周緣德於2020年亞足聯U-23錦標賽外圍賽再獲徵召，並在與朝鮮23歲以下國家足球隊的比賽中首次先發出場，不過終場香港隊以兩球之差告負。
2023年12月，周緣德入選香港隊出戰亞洲盃的決選名單。
2025年7月，周緣德獲香港隊徵召出戰2025年東亞足球錦標賽。

## 榮譽
傑志
- 香港高級組銀牌冠軍（2022–23季度）
- 香港超級聯賽冠軍（2022–23季度）

## 外部連結
- Oliver Gerbig （页面存档备份，存于）